# Wapsa evelinae
Wapsa evelinae är en ringmaskart som beskrevs av Ernst Marcus 1965. Wapsa evelinae ingår i släktet Wapsa och familjen glattmaskar. Inga underarter finns listade i Catalogue of Life.